# جون هون یونگ
جون هون یونگ (کره‌ای: 전훈영؛ زادهٔ ۲۹ مهٔ ۱۹۹۴) ورزشکار تیراندازی با کمان اهل کره جنوبی است.
وی در مسابقات کشوری و بین‌المللی در مجموع برندهٔ ۱ مدال طلا شده است.